# Episodi de Il commissario Scali (quarta stagione)
La quarta stagione della serie televisiva Il commissario Scali è stata trasmessa in anteprima negli Stati Uniti d'America dalla ABC tra il 24 settembre 1994 e il 20 maggio 1995.
| nº | Titolo originale             | Titolo italiano | Prima TV USA      | Prima TV Italia |
| -- | ---------------------------- | --------------- | ----------------- | --------------- |
| 1  | Against the Wind (Part 1)    |                 | 24 settembre 1994 |                 |
| 2  | Against the Wind (Part 2)    |                 | 1º ottobre 1994   |                 |
| 3  | Working Girls                |                 | 8 ottobre 1994    |                 |
| 4  | Born in the USA              |                 | 15 ottobre 1994   |                 |
| 5  | Who Do You Trust             |                 | 22 ottobre 1994   |                 |
| 6  | Nancy with the Laughing Face |                 | 29 ottobre 1994   |                 |
| 7  | Revenge                      |                 | 5 novembre 1994   |                 |
| 8  | Head Case                    |                 | 12 novembre 1994  |                 |
| 9  | The Lady Vanishes            |                 | 19 novembre 1994  |                 |
| 10 | Ghost                        |                 | 4 dicembre 1994   |                 |
| 11 | A Christmas Story            |                 | 17 dicembre 1994  |                 |
| 12 | Hidden                       |                 | 12 gennaio 1995   |                 |
| 13 | The Johnny Club              |                 | 14 gennaio 1995   |                 |
| 14 | The Golden Years             |                 | 2 febbraio 1995   |                 |
| 15 | Accused                      |                 | 9 febbraio 1995   |                 |
| 16 | The Trial                    |                 | 16 febbraio 1995  |                 |
| 17 | Cry Wolfe                    |                 | 2 marzo 1995      |                 |
| 18 | Brooklyn                     |                 | 9 aprile 1995     |                 |
| 19 | Letting Go                   |                 | 23 marzo 1995     |                 |
| 20 | The Kid                      |                 | 30 marzo 1995     |                 |
| 21 | Off Broadway (Part 1)        |                 | 13 maggio 1995    |                 |
| 22 | Off Broadway (Part 2)        |                 | 20 maggio 1995    |                 |